# 추이핑구

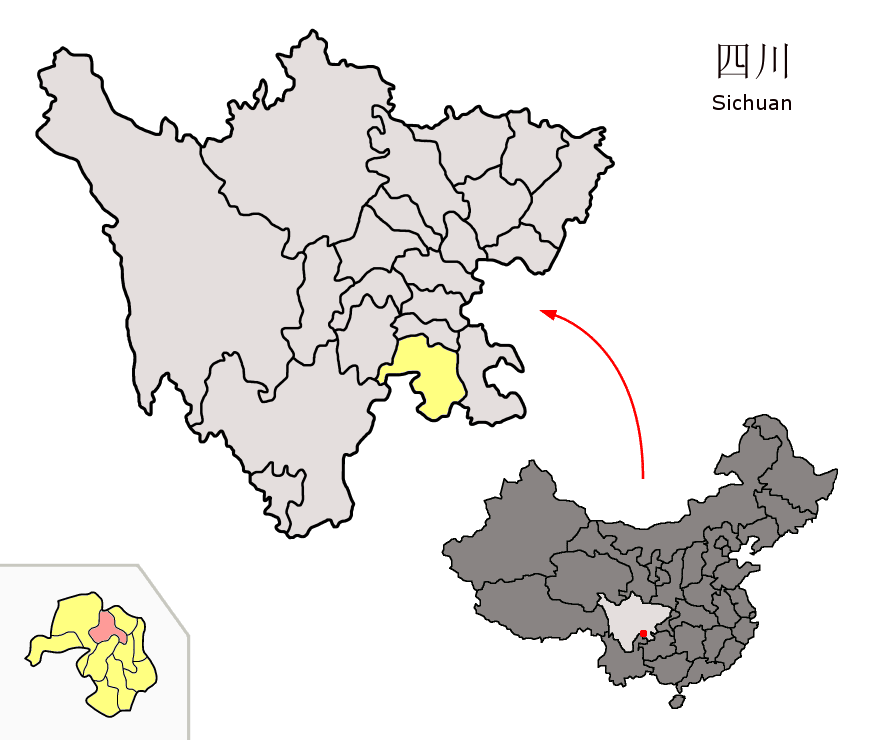
추이핑 구의 위치

추이핑구(한국어: 취병구, 중국어: 翠屏区, 병음: Cuìpíng Qū)는 중화인민공화국 쓰촨성 이빈 시의 현급 행정구역이다. 넓이는 1123km2이고, 인구는 2007년 기준으로 790,000명이다.

## 기후
연평균 기온은 17.9℃이고 연평균 강수량은 1164.6mm이다. 무상일수는 344일이다.

## 행정 구역
8개 가도, 12개 진, 6개 향을 관할한다.
- 가도: 北城街道, 东城街道, 南城街道, 西城街道, 西郊街道, 安阜街道, 白沙湾街道, 象鼻街道.
- 진: 李庄镇, 菜坝镇, 金坪镇, 高店镇, 沙坪镇, 牟坪镇, 李端镇, 孔滩镇, 白花镇, 王场镇, 双谊镇, 永兴镇.
- 향: 宋家乡, 明威乡, 凉姜乡, 邱场乡, 思坡乡, 宗场乡.